# Municipalità di Lagodekhi
La municipalità di Lagodekhi (in georgiano ლაგოდეხის მუნიციპალიტეტი?) è una municipalità georgiana della Cachezia.
Nel censimento del 2002 la popolazione si attestava a 51 066 abitanti. Nel 2014 il numero risultava essere 41 678.
La cittadina di Lagodekhi è il centro amministrativo della municipalità, la quale si estende su un'area di 890 km².

## Popolazione
Dal censimento del 2014 la municipalità risultava costituita da:
- Georgiani, 71,49%
- Azeri, 23,04%
- Osseti, 2,38%
- Russi, 1,76%
- Armeni, 0,84%

## Monumenti e luoghi d'interesse
- Chiesa di Kazan'
- Parco nazionale di Lagodekhi